# Fausto Zapata Loredo
Fausto Zapata Loredo (San Luis Potosí, 18 de diciembre de 1940 − Ciudad de México, 15 de diciembre de 2014) fue un periodista, conductor de TV, abogado, diplomático y político mexicano. Fue gobernador de San Luis Potosí en 1991 y candidato a jefe delegacional de Coyoacán en las elecciones de 2009. Fue embajador de México ante diversos países.

## Formación profesional
Estudió en la Benemérita y Centenaria Escuela Normal del Estado de San Luis Potosí y en la Universidad Autónoma de San Luis Potosí, Facultad de Jurisprudencia. Posteriormente cursó estudios en Macalester College, Saint Paul, Minnesota, Estados Unidos, en el World Press Institute.
Zapata inició su carrera periodística en El Heraldo de San Luis Potosí y en El Sol de San Luis. Fue columnista y Jefe de Información del diario La Prensa en la Ciudad de México, bajo la dirección de Manuel Buendía. Posteriormente fue Director General del Mexico City Times y Director Operativo de El Universal, con Juan Francisco Ealy Ortiz. En años recientes fue asimismo director general de StarMedia Network en México, una de las mayores compañías globales de Internet.
Escribió numerosos artículos y ensayos sobre política, petróleo, seguridad, economía y relaciones internacionales para La Prensa, Siempre!, Excélsior, El Universal y algunos medios internacionales.

## Trayectoria política
En 1967 es electo diputado a la XLVII Legislatura del Congreso de la Unión, donde fue Presidente de la Comisión de Relaciones Exteriores y participó en las comisiones de Presupuesto y Cuenta, Petróleo, Educación y Puntos Constitucionales.
Por sus conocimientos en la materia fue nombrado Secretario de Prensa y Propaganda del Comité Ejecutivo Nacional del Partido Revolucionario Institucional, en 1969. Durante la presidencia de Luis Echeverría Álvarez fue Subsecretario de la Presidencia de la República. En 1976 llega al Senado de la República, donde preside la Comisión de Relaciones Exteriores y participa en la Gran Comisión y las comisiones de Crédito, Moneda e Instituciones de Crédito, Petróleo, Planeación del Desarrollo Económico y Social, así como en la Comisión Especial de Reforma Educativa.
Fue asesor del Presidente José López Portillo que lo nombró posteriormente Embajador en Italia y Malta. Inició entonces una carrera diplomática que lo llevaría a ser Embajador en la República Popular China y Cónsul General de México en Los Angeles y Nueva York. En el curso de su vida pública ha sido condecorado por los gobiernos de Italia, Francia, Alemania, Gran Bretaña, Arabia Saudita, Brasil, Argentina y siete países más. Tras varios años en el ámbito diplomático, en 1988 se desempeña como Delegado del Departamento del Distrito Federal en Coyoacán. 
En 1991, se pone como candidato del PRI a Gobernador del Estado de San Luis Potosí, su tierra natal, donde participa en una campaña histórica compitiendo contra el candidato de una amplia coalición formada por el PAN, el PDM (sinarquista) y el PRD, Salvador Nava. Resultó ganador de la contienda por más del doble de los votos de su contendiente, pero Salvador Nava reclamó un fraude y anunció una “Marcha por la Dignidad”. 
El Presidente Salinas advirtió, en la pluralidad de una coalición "negociadora" de los partidos de extrema derecha e izquierda, una oportunidad política para sí mismo y se situó de inmediato como negociador del conflicto. Tras unos cuantos días de ser gobernador, Zapata renunció a la gubernatura obligado personalmente con el Presidente Salinas, que más tarde forzaría la renuncia de nueve gobernadores más, como fórmula personal de ejercicio del poder presidencial. 
Fausto Zapata fue sucedido por Gonzalo Martínez Corbalá, ante lo cual Salvador Nava detuvo su marcha hacia el Palacio presidencial.
En 2003 Zapata se convierte en Secretario General Adjunto del Comité Ejecutivo Nacional del Partido Revolucionario Institucional. A partir de 2005 Fausto Zapata conduce Diálogos Políticos para Canal 34, Televisión Mexiquense, un programa de análisis y comentario político.

## Trayectoria diplomática
Fue embajador de México en Italia (1977), en la República de Malta (1977), en la República Popular de China (1987) y en la República Popular Democrática de Corea (1987). Asimismo, fue Cónsul General de México en Los Ángeles (1992) y en Nueva York (1993).
Por su actividad política y diplomática, el embajador Fausto Zapata fue condecorado por 16 países, entre los cuales la Gran Bretaña, Francia, Italia, Japón, Alemania y Arabia Saudita.
Algunas de sus condecoraciones son: 
- Gran Bretaña, Knight Commander of The Royal Victorian Order;
- Francia, Grand Officier de l’Ordre National Du Mérite;
- Italia, Orden del Mérito de la República Italiana: Gran Cruz;
- Alemania, Orden al Mérito: Gran Cruz;
- Japón, Orden del Sol Naciente;
- Austria, Orden al Mérito: Gran Oficial;
- Brasil, Orden Nacional del Cruzeiro Du Sul: Gran Cruz;
- Venezuela, Orden Francisco de Miranda: Primera Clase y Orden del Libertador: Gran Oficial;
- Jordania, Orden al-Istiglal: Gran Cordón;
- Egipto, Orden del Mérito, Gran Oficial.

## Obra
- Vida y Muerte de Kennedy, coautoría Moisés Alfonzo, prólogo de Miguel Ángel Menéndez, 1964, México, Número 57 Populibros La Prensa.

## Legado Tangible
En en el mes de agosto del año 2015 El Centro de Documentación Histórica "Licenciado Rafael Montejano y Aguiñaga" de la Universidad Autónoma de San Luis Potosí recibió la biblioteca personal de Fausto Zapata Loredo, como una donación distintiva a la UASLP a manera de voluntad póstuma, comprendiendo un estimado de 6,000 volúmenes librarios de diversas ramas del conocimiento, el periodismo, la literatura, las bellas artes y las ciencias políticas, que están disponibles para la consulta pública en la sala de lectura de dicho centro de información.